# Basso Valdambrini Quintet Plus Dino Piana
Basso Valdambrini Plus Dino Piana è un album di musica jazz, pubblicato dalla etichetta discografica Jolly nel (circa dicembre) 1960.

## Tracce

### LP
(1960, Jolly, LPJ 5010)
Lato A
1. Crazy Rhythm (strumentale) – 3:05 (testo: Irving Caesar – musica: Joseph Meyer, Roger Wolfe Cahn)
2. But Not for Me (strumentale) – 3:20 (testo: Ira Gershwin – musica: George Gershwin)
3. Guess Who – 3:20 (musica: Bill Russo)
4. Polka Dots & Moonbeams (strumentale) – 4:45 (testo: Johnny Burke – musica: Jimmy Van Heusen)
5. Ciau Turin (strumentale) – 3:50 (testo: Lampo (Luigi Lampugnani) – musica: Carlo Prato)

Durata totale: 18:20
Lato B
1. Il grimmo – 3:20 (musica: Oscar Valdambrini)
2. I Should Care (strumentale) – 4:10 (testo: Sammy Cahn – musica: Axel Stordahl, Paul Weston)
3. Topsy – 4:10 (musica: Edgar Battle, Eddie Durham)
4. Lucy ed io – 4:25 (musica: Attilio Donadio)
5. Autumn Leaves (strumentale) – 4:05 (testo: Jacques Prévert – musica: Joseph Kosma)

Durata totale: 20:10

## Formazione
- Gianni Basso – sassofono tenore
- Oscar Valdambrini – tromba
- Dino Piana – trombone a pistone
- Renato Sellani – pianoforte
- Giorgio Azzolini – contrabbasso
- Gianni Cazzola – batteria

### Produzione
- Alberto Angelini – ingegnere delle registrazioni
- Renzo Clerici – design copertina album originale
- Mario Galbiati – foto copertina album originale
- Pino Maffei – note retrocopertina album originale[2]